# UFC on Fox: Weidman vs. Gastelum
UFC on Fox: Weidman vs. Gastelum, noto anche come UFC on Fox 25, è stato un evento di arti marziali miste tenuto dalla Ultimate Fighting Championship il 22 luglio 2017 al Nassau Veterans Memorial Coliseum di Uniondale, negli Stati Uniti.
È stato il primo evento UFC disputatosi a Long Island.

## Risultati
|                                   | Divisione         |                           |                 |                  | Metodo                                      | Round           | Tempo           | Premio          |
| Card Principale                   | Card Principale   | Card Principale           | Card Principale | Card Principale  | Card Principale                             | Card Principale | Card Principale | Card Principale |
| --------------------------------- | ----------------- | ------------------------- | --------------- | ---------------- | ------------------------------------------- | --------------- | --------------- | --------------- |
|                                   | Pesi medi         | Chris Weidman             | batte           | Kelvin Gastelum  | Submission (triangolo di braccia)           | 3               | 3:46            |                 |
|                                   | Pesi piuma        | Darren Elkins             | batte           | Dennis Bermudez  | Decisione non unanime (29-28, 28-29, 29-28) | 3               | 5:00            |                 |
|                                   | Pesi mediomassimi | Patrick Cummins           | batte           | Gian Villante    | Decisione non unanime (29-28, 28-29, 29-28) | 3               | 5:00            |                 |
|                                   | Pesi gallo        | Jimmie Rivera             | batte           | Thomas Almeida   | Decisione unanime (29-28, 30-26, 30-27)     | 3               | 5:00            |                 |
| Card Preliminare (Fox)            |                   |                           |                 |                  |                                             |                 |                 |                 |
|                                   | Pesi welter       | Elizeu Zaleski dos Santos | batte           | Lyman Good       | Decisione non unanime (30-27, 28-29, 30-27) | 3               | 5:00            | FOTN            |
|                                   | Pesi medi         | Eryk Anders               | batte           | Rafael Natal     | KO (pugni)                                  | 1               | 2:54            |                 |
|                                   | Pesi welter       | Alex Oliveira             | batte           | Ryan LaFlare     | KO (pugno)                                  | 2               | 1:50            | POTN            |
|                                   | Pesi massimi      | Chase Sherman             | batte           | Damian Grabowski | Decisione unanime (30-26, 30-27, 30-27)     | 3               | 5:00            |                 |
| Card Preliminare (UFC Fight Pass) |                   |                           |                 |                  |                                             |                 |                 |                 |
|                                   | Pesi piuma        | Jeremy Kennedy            | batte           | Kyle Bochniak    | Decisione unanime (30-27, 30-27, 29-28)     | 3               | 5:00            |                 |
|                                   | Pesi gallo        | Marlon Vera               | batte           | Brian Kelleher   | Sottomissione (armbar)                      | 1               | 2:18            |                 |
|                                   | Pesi massimi      | Júnior Albini             | batte           | Timothy Johnson  | KO tecnico (pugni)                          | 1               | 2:51            | POTN            |
|                                   | Pesi piuma        | Shane Burgos              | batte           | Godofredo Pepey  | Decisione unanime (30-26, 30-26, 29-28)     | 3               | 5:00            |                 |
|                                   | Pesi leggeri      | Chris Wade                | batte           | Frankie Perez    | Decisione unanime (29-28, 29-28, 30-27)     | 3               | 5:00            |                 |

## Premi
I lottatori premiati ricevettero un bonus di 50.000 dollari.
Legenda:
- FOTN: Fight of the Night (vengono premiati entrambi gli atleti per il miglior incontro dell'evento)
- POTN: Performance of the Night (viene premiato il vincitore per la migliore performance dell'evento)